# Dustin Moskovitz
Dustin Moskovitz, född 22 maj 1984 i Gainesville i Florida, är en amerikansk entreprenör och en av grundarna till Facebook, tillsammans med Mark Zuckerberg, Eduardo Saverin och Chris Hughes. Dustin Moskovitz ägde i november 2010 sex procent av Facebook.